# Sa Foradada
Sa Foradada este o arie protejată (arie de protecție specială avifaunistică — SPA) din Spania întinsă pe o suprafață de 107,53 ha, integral pe uscat.

## Localizare
Centrul sitului Sa Foradada este situat la coordonatele 39°45′17″N 2°37′49″E / 39.7547°N 2.6304°E.

## Înființare
Situl Sa Foradada a fost declarat arie de protecție specială avifaunistică în martie 2006 pentru a proteja 3 specii de animale.

## Biodiversitate
Situată în ecoregiunea mediteraneană, aria protejată nu include niciun habitat protejat.
La baza desemnării sitului se află mai multe specii protejate de  păsări (3): Falco eleonorae, șoim călător (Falco peregrinus), Phalacrocorax aristotelis desmarestii.